# جامعة القدس
جامعة القدس هي جامعة فلسطينية تقع في مدينة القدس وضواحيها، ويقع حرمها الرئيسي في بلدة أبوديس، ولها فروع ومبانٍ في الشيخ جراح، وبيت حنينا، والبيرة، تأسست في عام 1984م، وتم الإعلان عن تأسيسها بشكل رسمي عام 1995م بعد أن تحقق الاندماج الرسمي للكليات وإقرار القانون الأساسي للجامعة.
وكانت جامعة القدس قد انضمت إلى اتحاد الجامعات العربية عام 1984م بعد توحيد أربع كليات كانت تعمل في مدينة القدس وهي كلية الدعوة وأصول الدين والتي تأسست عام 1978م والكلية العربية للمهن الصحية التي تأسست عام 1979م وكلية العلوم والتقنية التي تأسست عام 1979م وكلية هند الحسيني للبنات التي تأسست عام 1982م، ثم تبعها إنشاء كلية الحقوق عام 1992م وكلية الطب التي تأسست عام 1994م وتعد أول كلية طبية في فلسطين، ومن ثم كلية طب الأسنان التي تأسست عام 2000م.

## نظرة عامة
نشأت فكرة إنشاء مؤسسة للتعليم العالي في ضواحي القدس في أوائل عام 1957م، وذلك عندما تم تشكيل مجلس أمناء في الكويت، حيث قام المجلس بانتخاب لجنة تنفيذية وكلفها بإنجاز المشروع، وكلفت اللجنة رئيس بلدية القدس الشرقية في ذلك الوقت روحي الخطيب بمهمة البدء بأعمال البناء عام 1965م. ولكن بعد سنتين في عام 1967م توقف العمل في الموقع بسبب اندلاع حرب الأيام الستة بين الإسرائيليين والعرب.
وقد تم لاحقاً الانتهاء من بناء قسم كبير من المباني في الحرم الجامعي وتم استخدامها كمدرسة ابتدائية وثانوية وقد خدمت بشكل كبير الأيتام الفلسطينيين. وفي أكتوبر عام 1979م، أُنشئت كلية العلوم، والتي سرعان ما تم إغلاقها بالقوة بأمر عسكري إسرائيلي. وأعيد فتحها في أكتوبر عام 1981م باسم «كلية للعلوم والتكنولوجيا».
وتم فيما بعد تأسيس عدد من الكليات، فبالإضافة إلى كلية العلوم والتكنولوجيا تم تأسيس كلية العلوم الطبية، وكلية الفنون وكلية الدراسات الدينية. وكانت كلية الطب التابعة لها مرتبطة مع مستشفى المقاصد في المدينة، وتعد كذلك أول كلية طبية فلسطينية.
أدار جامعة القدس مجلس أمناء ترأسه محمد نسيبة، ومفتي مدينة القدس عكرمة صبري، وعدنان الحسيني، وصائب عريقات، وغيرهم من الأعضاء. ويعد حاتم الحسيني أول رئيس له، تبعه سري نسيبة ثم الرئيس الحالي عماد أبو كشك.
تقدم الجامعة فرصة للتعليم العالي والخدمات المجتمعية في منطقة القدس وفي البلدات والقرى ومخيمات اللاجئين المجاورة لها في الضفة الغربية، وتحتوي الجامعة على خمس عشرة كلية أكاديمية موزعة على أربعة مواقع، وهي: كلية الآداب، وكلية العلوم والتكنولوجيا، وكلية الطب البشري، وكلية طب الأسنان، وكلية الحقوق، وكلية القرآن والدراسات الإسلامية، وكلية الدعوة وأصول الدين، وكلية المهن الصحية، وكلية الهندسة، وكلية هند الحسيني للبنات، وكلية العلوم التربوية، وكلية الأعمال والاقتصاد، وكلية القدس-بارد، وكلية الصيدلة، وتستوعب هذه الكليات أكثر من ثلاثة عشر ألف طالباً وطالبة من منطقة القدس ومن مناطق بيت لحم والخليل وجنين وأريحا ونابلس ورام الله وطولكرم وقلقيلية وقد تم نقل العديد من المحاضرات والصفوف بعد الانتفاضة الثانية إلى حرم بلدة أبو ديس، وإلى مواقع أخرى في البيرة بالقرب من رام الله وطوباس، وفي الأول من أكتوبر عام 2003م، شنت الجامعة حملة احتجاج واسعة على المسار المخطط للجدار العازل الإسرائيلي الذي كان سيخترق حرم الجامعة ما اضطر إسرائيل إلى تغيير مساره بعد ضغوط من الولايات المتحدة الأمريكية واجتماعات مع محامي الجامعة.

## كليات الجامعة

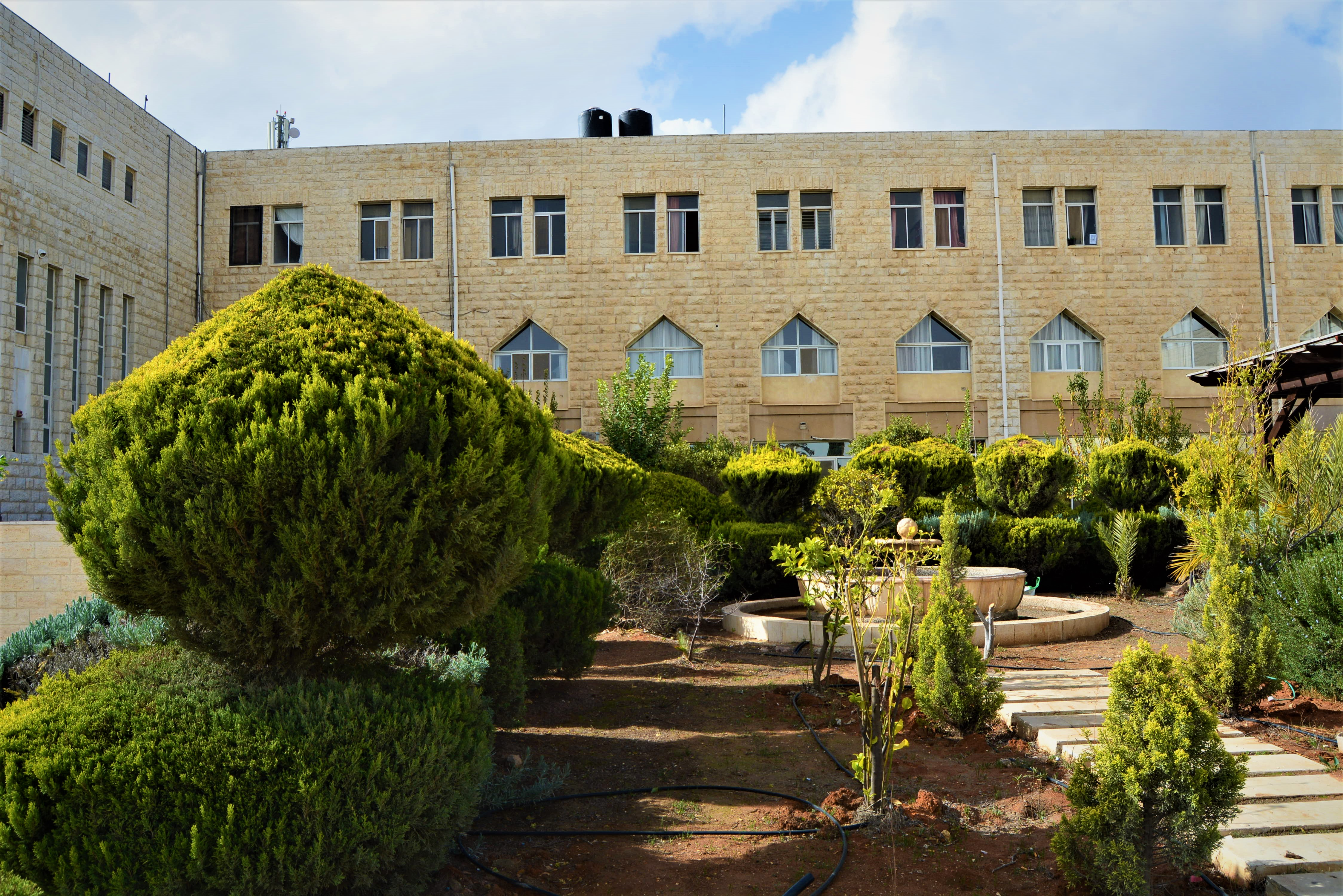
صورة للحرم الرئيسي للجامعة في أبوديس.

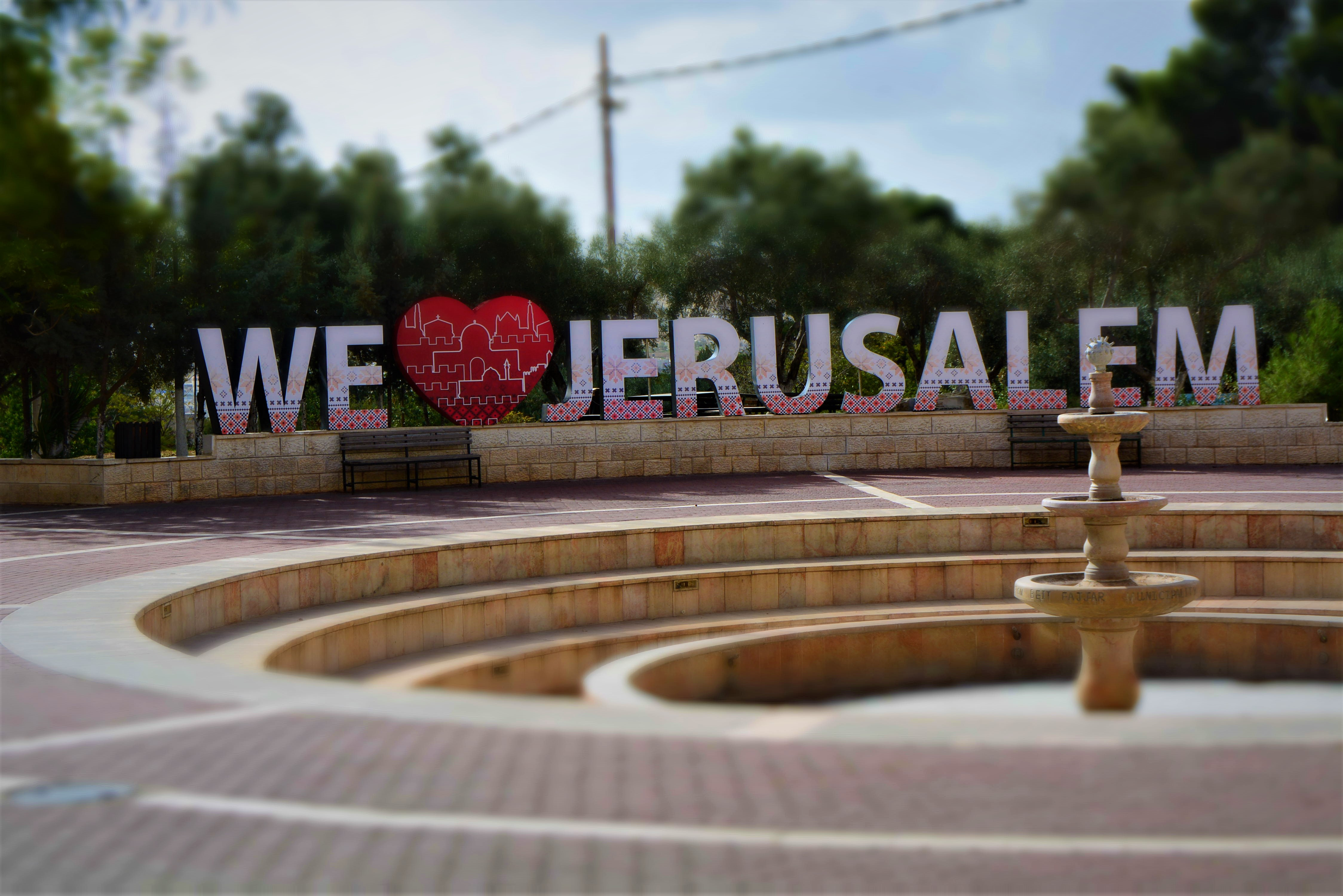
صور لساحة الحرم الرئيسي للجامعة في أبوديس.

كانت وما زالت الجامعة الفلسطينية والعربية الوحيدة في منطقة القدس وتضم الجامعة الكليات التالية:

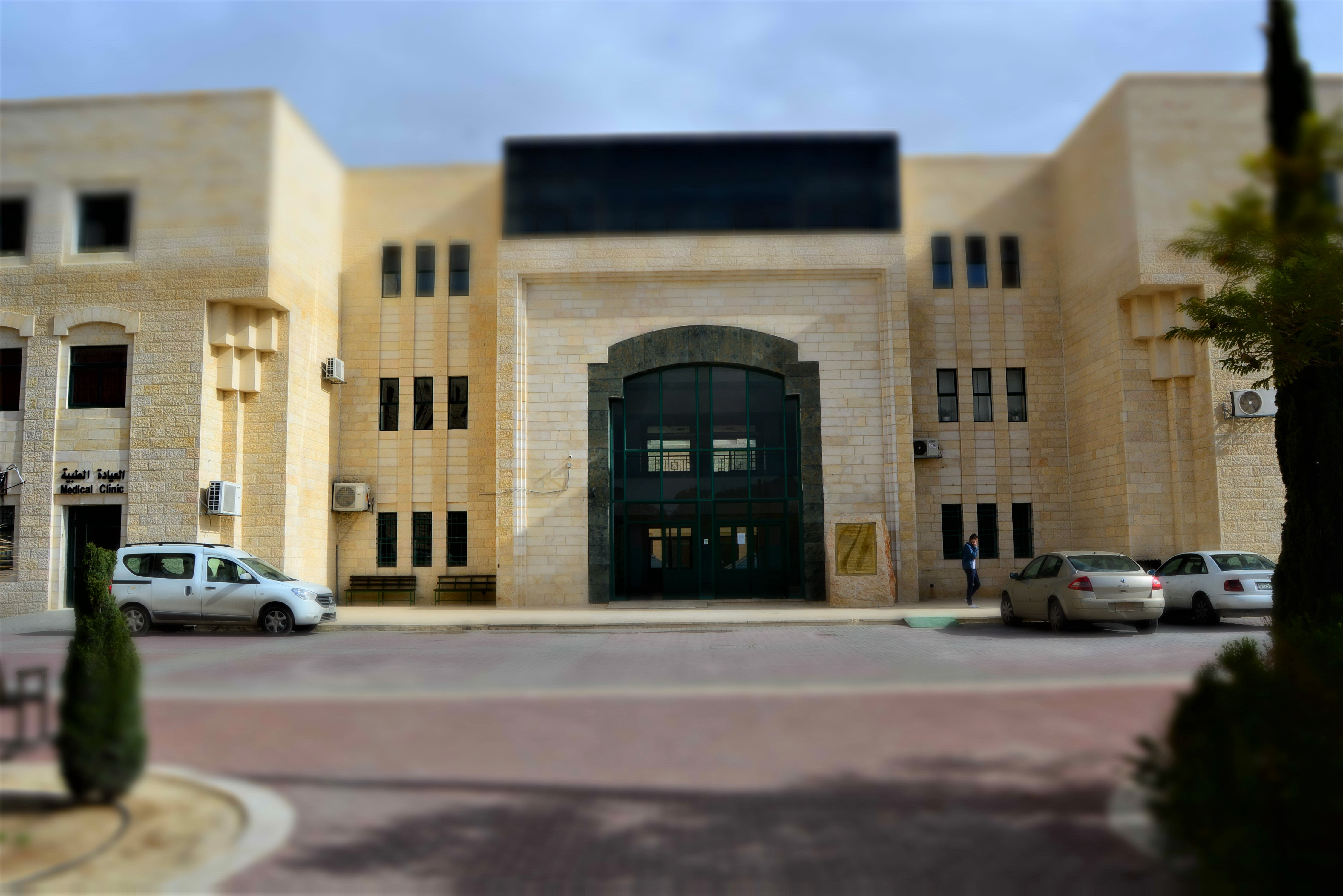
صور لكلية الطب، أول كلية طبية في فلسطين والتي تم افتتاحها عام 1994م.

1. كلية الطب البشري
2. كلية طب الأسنان
3. كلية الصيدلة
4. كلية المهن الصحية - العلوم الطبية المساندة
5. كلية الهندسة
6. كلية العلوم والتقنية
7. كلية الصحة العامة
8. كلية الحقوق
9. كلية التجارة
10. كلية الدعوة واصول الدين
11. كلية الدراسات العليا
12. كلية الآداب
13. الكلية الشرفية «بارد»
14. كلية العلوم التربوية
15. كلية القرآن والدراسات الإسلامية

## مراكز ومعاهد الجامعة
تمتلك جامعة القدس 24 مركزاً ومعهداً
.

### أهم مراكز الأبحاث
- مركز علوم وتقنية الأشعاع [4]
- مركز البحوث الطبية [5]
- مركز التحاليل الكيميائية والبيولوجية [6]
- مركز أبحاث النانوتكنولوجيا.

## شراكة الجامعة

### جامعة برانديز (Brandeis University)
بدأت الشراكة بين جامعة برانديز وجامعة القدس عام 1998م وانتهت عام 2013م. وقد كان التعاون العلمي أساس هذه الشراكة، وفي عامي 2008م و2009م، اجتمعت جامعتا برانديز والقدس في إسطنبول لمناقشة مفهوم «مجتمع جيد» من خلال الأدب، والوثائق السياسية، والرحلات. وفي شهر مايو سنة 2009م، زار وفد من جامعة برانديز مكون من أربعة طلاب وثمانية أعضاء تدريس جامعة القدس لتقوية علاقات الشراكة واكتشاف مصير ومستقبل هذا التعاون.
انتهت الشراكة في 2013م، وذكرت جامعة القدس أسباب ذلك مع انتقاد واسع من قبل إدارة الجامعة.

### كلية بارد

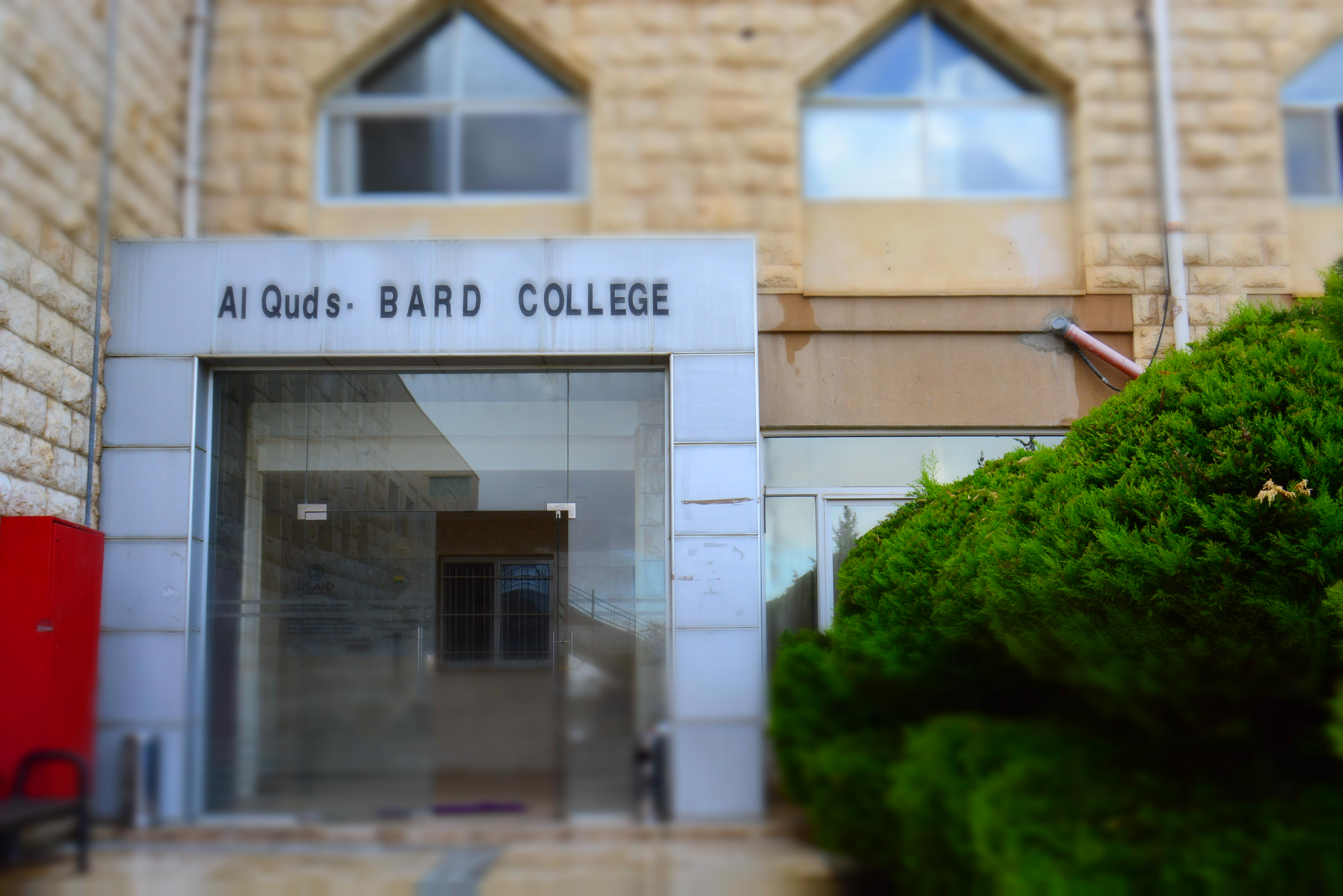
كلية بارد، جامعة القدس.

في فبراير عام 2009م، أعلنت كلية بارد عن برنامج الدراسات الثنائية بين جامعة فلسطينية ومعهد أمريكي للتعليم العالي. وكان من برامج هذا التعاون دراسات الإعلام، والحقوق، والأدب، والدراسات الحضارية، والأحياء، وعلم الحاسوب، والكيمياء، والاقتصاد، والعلوم السياسية.
حصل العديد من الطلاب على فرصة المشاركة ببرامج التبادل الطلابي لفصل أو فصلين مع كلية بارد أو أحد شركائها إلى جانب جامعات أخرى، كما ويحصل طلاب كلية بارد لدى جامعة القدس على شهادتين مصدقتين لدرجة البكالوريوس: واحدة من جامعة القدس في فلسطين، والأخرى من كلية بارد في نيويورك. بالإضافة إلى أنه يمكن لطلاب الكلية تسجيل مساقات من جامعة القدس ومن ثم تقوم الكلية بمعادلتها.

## جدار الفصل العنصري
تأسست جامعة القدس عام 1984م، وبسبب جدار الفصل العنصري بُنيت بشكلها النهائي في عام 2004م، وبعد أن أُسّستْ الجامعةُ بشكل كامل وانتظم التعليم فيها، أثّر بناءُ هذا الجدار على العملية التعليمية. وكذلك فإنه بسبب وجود الاحتلال الإسرائيلي، ووجود هذا الجدار تحدث الاشتباكات بشكل متكرر، ويواجه الطلاب الغازات المسيلة للدموع، إلى جانب بعض عمليات اطلاق النار، وقد عانى الطلاب الأجانب في كلية بارد في جامعة القدس أيضاً من هذه الاشتبكاكات ومن إطلاق الغازات المسيلة للدموع، لكون كليتهم تقع على مقربة من باب الجامعة الرئيسي.

## البرامج

### العلوم الطبيعية

#### الأحياء
يتضمن برنامج الأحياء كل من الجانبين التجريبي والنظري، ويعطى طلبة هذا البرنامج مساقات في كل جانب فيما يعرف بالمتطلبات الأساسية، وتشتمل المتطلبات الأساسية على كل من الأحياء الخلوية والأحياء الجزيئية والكائنات الحية والأحياء البيئية، والتي تساعد الطلاب في التعرف على العالم الحيوي والعمليات الحيوية الرئيسية، يتعلم طلبة برنامج الأحياء كيفية التعامل مع الأحياء وفهمه بناء على وجهات نظر مختلفة ومتنوعة. فضلاً عن ذلك، يتناول الطلبة مساقات أخرى كالكيمياء الحيوية والكيمياء العضوية؛ مما يكسبهم القدرة على الربط بين مادتي الأحياء والكيمياء.

#### الكيمياء
يتضمن برنامج الكيمياء أيضاً كلّاً من الجانبين التجريبي والكيميائي النظري، ويقضي الطلبة مدة لا بأس بها في دراسة مساقات الكيمياء العضوية إلى أن يصبحوا متمكنين منها في إشارةٍ إلى أهمية الكيمياء العضوية كونها تشكّل رابطاً قوياً بين الكيمياء والأحياء. وكما ويفسر هذا السبب في جعل الكيمياء الحيوية متطلباً أساسياً لطلاب الأحياء والكيمياء على حد سواء، ويصبح طلبة هذا البرنامج أكثر وعياً بالعمليات الحيوية والتغيرات البيئية والابتكارات الصناعية.

#### علم الحاسوب
يتضمن برنامج علم الحاسوب الأفكار الأساسية في النظريات والتطبيقات الحاسوبية، ويركز على الأفكار الهامة في علم الحاسوب واللغات البرمجية المتنوعة. يُدرَّس الطلبة كيفية الانخراط في المساقات والمشاريع البحثية التي يتم إجراؤها مخبرياً. وتعتبر كل من العلوم الاستعرافية والفنون الإلكترونية والرياضيات والفيزياء بأنها ذات صلة وثيقة بعلم الحاسوب. يصبح طلبة هذا البرنامج على دراية بالمعلومات الأساسية في كل من المحيطات الصناعية والتجارية والحكومية والجامعية.

### العلوم الاجتماعية

#### العلوم السياسية
يتضمن برنامج العلوم السياسية المناقشاتَ التي تعتمد على التفكير العميق والتعليل الناقد، كما ويشمل مدىً واسعاً من المناظرات والتعليل والمشاركة في مختلف سياقات العلوم السياسية. فضلاً عن ذلك، يركز هذا البرنامج على القضايا السياسية العامّة منها والعالمية، وعلى الطلبة إدراك هذه القضايا جيداً على المستوى المحلي والوطني والعالمي، ويتعلم الطلبة كيفية استكشاف حقول السياسة على تنوعها حول العالم.

#### حقوق الإنسان والقانون الدولي
يعتبر هذا البرنامج الأول من نوعه في فلسطين، ويركز على المفهوم الأساسي لحقوق الإنسان، إن الهدف الرئيسي من البرنامج هو جعل طلبته على وعي بقدرتهم الفريدة على صنع التغيير في محيطهم وفي المناطق الخارجية، حيث يعتبر مفهوم حقوق الإنسان ضرورة ملحة لبدء التغيير في العالم. إضافة إلى ذلك، يكتسب الطلبة القدرة على الدفاع عن حقوقهم الخاصة إلى جانب حقوق الآخرين بهدف تحقيق السلام، ويتعلم الطلبة أيضاً كيفية تبرير وإثبات جدالاتهم بأسلوب قوي وفعال.

#### الاقتصاد
يركز برنامج الاقتصاد على المنهجيات النظرية التي تقود للمبادئ الأساسية في الاقتصاد، ويتناول طلبة هذا البرنامج بدايةً مقدمات تعريفية بكل من الاقتصاد الجزئي والاقتصاد الكلي وأحياناً مساقاتٍ في الرياضيات، يعتبر هذين المساقين التعريفيين ضرورة إذا رغب الطالب في متابعة الاقتصاد كتخصص أساسي أو فرعي، ويحصل الطلبة على المقدار المناسب من المعرفة في مجال الاقتصاد ويتعلمون كيفية الانخراط باقتصادهم والاقتصاد الخارجي.

#### الدراسات الحضرية والممارسات المكانية
يعتبر هذا البرنامج حلقة وصل ما بين المناطق الحضرية وتفاعلاتها مع التنظيم الاجتماعي للمجتمع، ويتضمن دراسة الحقول الأخرى وعلاقتها مع البيئة المكانية، ويتعلم الطلبة استكشاف التأثير الهام للبيئات المكانية على الناس في المجتمع وكيف تؤثر تفاعلات هذه البيئات المكانية مع بعضها على البيئة الحضرية وسكانها، كما ويكتسب الطلبة تجارباً عديدة كالأنشطة الفيزيائية والفعاليات المباشرة في الاماكن الحضرية. هذه الدراسة تتضمن التواجد في منطقة ما وتعلم الاندماج فيها.

## كلية بارد

### برامج الكلية

#### العلوم الإنسانية والفنون
1. الأدب والمجتمع: يركز هذا البرنامج على تحديد أنواع الأدب من خلال دراسة تحليل الباحث ورواياته وتاريخ كل مجتمع من خلال النظر في العلاقة بين الأدب والعرق والجنس والمساواة وحقوق الإنسان والطبقة وتحديدها. وهذا يجعل الطلاب على بينة من الأنشطة التي تحدث من حولهم بمعنى وصفي ومفصل، كما أن دراسة الأدب والمجتمع تجعل الطلاب قادرين على توضيح ومقارنة فترات الحركات وتصنيفها إلى أشكال وأنواع، ويتوقع من الطلاب بعد الخوض في هذا البرنامج التعرف على الأدوات المنهجية المستخدمة، ومعرفة كيفية إعادة كتابة وتصنيف الأوراق التحليلية وصياغة المهارات التي من شأنها أن تجعلهم يدخلون هذه المهنة بسهولة في الشرق الأوسط والخارج.
2. الدراسات الإعلامية: يشمل برنامج الدراسات الإعلامية كيفية تعلم الطلاب عن وسائل الإعلام الرقمية المعبرة وطرق استخدامها بطريقة تلبي الاحتياجات الطبيعية للناس والطريقة التي يعبرون عنها، يصبح الطلاب في هذا البرنامج قادرين على التفكير النقدي للأثر الذي تتركه وسائل الإعلام علينا وعلى المجتمع من حولنا، ويعدّ كلٌّ من الإعلام الوثائقي، وكتابة السيناريو، والبث الإذاعي، وكتابة المدونات من بعض الجوانب والمهارات التي يتعلمها الطلاب. وعلى الرغم من أن الطالب يمكنه التخصص في بعد واحد من استخدامات وسائل الإعلام، إلا أنه عليه أخذ دورات في التاريخ، والأدب، وغيرها من الدورات من أجل أن يكون قادراً على النجاح في حياته المهنية في اختيار الدراسات الإعلامية باعتبارها التخصص الرئيسي أو الفرعي. وتساهم مجالات أخرى في دراسة وسائل الإعلام بطريقة إيجابية بنفس الطريقة التي تساهم بها وسائل الإعلام في مجالات أخرى من الدراسات. حيث يمكن لوسائل الإعلام مساعدة الطلاب على تعلم كيفية التعبير عن أنفسهم بحرية باستخدام طرق مختلفة من الصور وأشرطة الفيديو وغيرها.

#### ماجستير في آداب التدريس
الهدف الرئيسي لبرنامج الماجستير في كلية بارد هو تغيير الطريقة العامة للتعليم، حيث يعلم خريجو الماجستير الطلاب كيفية تقرير المصير، وتطوير أفكارهم، إن الحصول على درجة الماجستير من كلية القدس - بارد يعني الحصول على شهادتين، واحدة من كلية بارد في نيويورك والأخرى من جامعة القدس في فلسطين، كما ويحتوي برنامج الماجستير خمسة برامج مختلفة وهي الرياضيات واللغة الإنجليزية وعلم الأحياء والتاريخ والعلوم.

### نظام الساعات المعتمدة
- ابتداء من خريف 2016م، بدأت كلية القدس بارد بتخصيص 4 ساعات معتمدة لكل مساق - بدلا من 3-.

### الرسوم الدراسية
الرسوم الدراسية الأساسية لبرنامج البكالوريوس هي 1200 ديناراً في الفصل الدراسي لمدة تصل إلى 18 ساعة معتمدة، وتقدم المنح الدراسية السخية على أساس الجدارة والحاجة.

## المركز الصحي العربي
المركز الصحي العربي في جامعة القدس ويعرف أيضاً بإسم مركز التطوير في الرعاية الصحية الأولية (CDPHC) - جامعة القدس، هو مركز طبي تابع لجامعة القدس تأسس عام 1984، ويقدم خدمات الرعاية الصحية الأولية، ويقع في مدينة البيرة بمحافظة رام الله والبيرة في الضفة الغربية.

### عيادات المركز الصحي العربي
- قسم عيادات الفحص السريري.
- عيادة الطب العام.
- عيادة الطب الباطني و الصدرية.
- عيادة طب الأطفال.
- عيادة طب وجراحة العيون.
- عيادة طب وجراحة الأعصاب.
- عيادة طب وجراحة الكلى والمسالك البولية.
- قسم عيادة طب و جراحة الفم والأسنان.
- قسم العلاج الطبيعي.
- قسم مختبر التحاليل الطبية.

## شخصيات بارزة

### أساتذة
- زهير الكرمي
- سري نسيبة
- عماد أبو كشك
- حسام الدين عفانة
- عماد البرغوثي
- عبد الستار قاسم

### خريجون
- الشيخ حسن يوسف، قائد سياسي فلسطيني، والناطق الرسمي باسم حركة المقاومة الإسلامية (حماس) في الضفة الغربية.
- أسامة أحمد النجار ، نَقيب نَقابة الطِب المِخبري الفلسطينية.
- محمود أبو هنود، (1967-2001) كان القائد العام لكتائب القسام في الضفة الغربية، درس في كلية الشريعة.
- صلاح الدين دروزة، (1966-2001) قائد سياسي وعسكري في حماس، ومؤسس الكتلة الإسلامية في الجامعة، تخرج من كلية العلوم.
- محيي الدين الشريف،(1966-1998)المهندس الثاني في كتائب القسام، وخليفة يحيى عياش، تخرج من كلية الهندسة.
- محمود موسى عيسى، أسير في سجون الاحتلال الإسرائيلي محكوم بالسجن 3 مؤبدات و49 سنة، كان قائداً ميدانياً قسامياً في القدس قبل اعتقاله.
- علاء الريماوي، إعلامي وكاتب فلسطيني، مدير قناة القدس الفضائية بالضفة الغربية، وعضو مجلس بلدي منتخب في بيت ريما.
- نزيه أبو السباع
- لمى خاطر

## روابط خارجية
- موقع الجامعة الرسمي
- صفحـة جامعـة الـقـدس الرسـميـة  على فيسبوك.
- صفحـة جامعـة الـقـدس الرسـميـة على لينكد إن